# Giovanni Battista Cotta
Giovanni Battista Cotta (Tenda, 20 febbraio 1668 – San Dalmazzo di Tenda, 31 maggio 1738) è stato un presbitero e scrittore italiano.

## Biografia
Nato a Tenda, studiò dalla prima infanzia la poesia, improvvisando in versi in latino e italiano. Nel 1682 a soli 17 anni prese i voti ed entrò negli agostiniani della diocesi di Genova. Nel 1695 venne mandato a insegnare all'Università di Firenze come professore di logica. Amico degli accademici dell'Arcadia. Dopo esser passato a Roma esser diventato vicario del suo ordine nel 1733 andò nella diocesi di Ventimiglia nel convento di San Dalmazzo di Tenda, nei pressi della sua città natale. Morì il 31 maggio 1738 per emorragia.
La sua opera maggiore è Dio, sonetti e inni, di lui il Muratori affermò che il Cotta fu uno dei maggiori letterati del secolo XVII.. Esiste inoltre un'importante opera manoscritta, la "Spiegazione in prosa et in versi" del biblico "Cantico dei cantici".
Nel 1879 il comune di Tenda gli dedicò una targa nella sua casa natale.